# Echinohelea hardyi
Echinohelea hardyi är en tvåvingeart som beskrevs av Tokunaga 1963. Echinohelea hardyi ingår i släktet Echinohelea och familjen svidknott. Inga underarter finns listade i Catalogue of Life.